# Torre di Castiglioncello
La Torre di Castiglioncello è un'antica postazione di avvistamento d'epoca medicea situata nel comune di Rosignano Marittimo. Sorge presso l'Oratorio di Sant'Andrea Apostolo.

## Storia
La torre sorse a metà del XVI secolo.
Non essendo citata in un elenco di fortificazioni risalente al 1539, è plausibile che sia stata innalzata dopo il 1540 e completata entro il 1570.
Nel 1606, con l'istituzione del Capitanato nuovo di Livorno, la torre divenne il punto d'avvistamento più meridionale del territorio dipendente dalla città labronica.
Mantenne la funzione di avvistamento e difesa (in quanto sede di un presidio di corazzieri) anche durante il dominio lorenese.
Successivamente, nell'Ottocento passò al Demanio di Stato e nel 1872 divenne proprietà di Diego Martelli, che nel 1886 la cedette alla madre. In seguito passò a Fausto Lazzaro Patrone, proprietario di una vicina dimora oggi nota come Castello Pasquini e tra la fine dello stesso secolo e i primi decenni del Novecento fu oggetto di diversi cambi di proprietà, trasformazioni e destinazioni d'uso, tanto che il conte Gualtiero Danieli vi edificò attorno la propria villa in stile neomedioevale, secondo lo stile imposto dal castello del barone Patrone.
Nel dicembre del 2002 è stato portato a termine il restauro della struttura che ha permesso di riportare il monumento alle condizioni originarie, migliorandone al contempo l'accessibilità.

## Descrizione

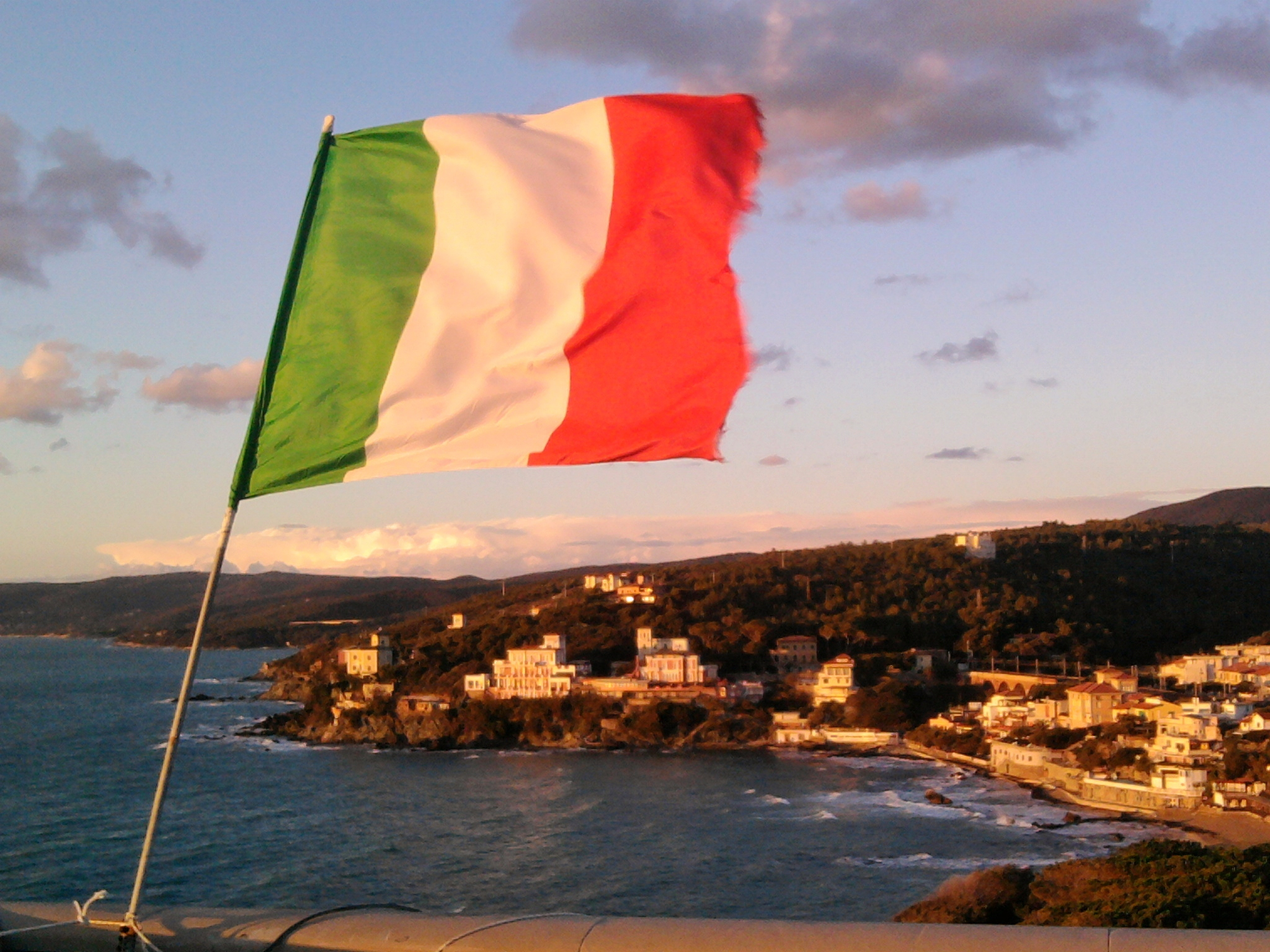
Panorama dalla torre

La torre, menzionata nell'Atlante di Warren nel 1749, presenta una pianta quadrata, con una forma non particolarmente slanciata a causa del suo aspetto massiccio, privo di grandi aperture. Poggia su un muraglione a scarpa al di sopra del quale si trova l'ingresso all'edificio.
La copertura, oggetto nel tempo di un importante rifacimento, ha perso la caratteristica galleria che originariamente correva sopra gli archetti a sesto acuto che poggiano sui beccatelli perimetrali. In passato fu sostituita con una merlatura, oggi scomparsa.
All'interno si contano due piani abitabili, delimitati da muri di notevole spessore.